# 盐盘应氏碉楼
28°11′18″N 121°13′04″E / 28.18840°N 121.21774°E
盐盘应氏碉楼是一座位于中华人民共和国浙江省玉环市（县级市，由台州市代管）的碉楼，坐落在该市的干江镇盐盘村，属于文物保护单位玉环碉楼群之一。这座碉楼是当地村民应子正的祖父为防御土匪、日寇侵犯而建的。

## 历史背景
民国年代，沿海匪患猖獗，民众尤其是富绅出于自卫，纷纷修建了碉楼这种堡垒式的建筑物。这座碉楼便是当地村民应子正的祖父为防御土匪、日寇侵犯而建的。

## 建筑结构
该碉楼坐北朝南。占地面积约22.3平方米，共三层，每层高约7米，以木楼梯连接各层。为石、砖、木结构，墙厚约0.65米，下宽上收。一、二层墙体用不规则块石垒砌，第三层墙体以青砖构筑。各墙面开有扇形、葫芦形、圆形、方形等多种形状孔洞。小青瓦两面坡顶。

## 现状
1949年解放军进驻玉环后，该碉楼曾被用作居住场所。2011年1月7日，包含盐盘应氏碉楼的玉环碉楼群，被浙江省人民政府公布为第六批浙江省文物保护单位。